# Museum Kutz – Kommunikationstechnik und -geschichte
Das Museum für Büro- und Kommunikationsgeschichte in Bamberg ist ein privat geführtes Museum zur Geschichte der Bürotechnik.
Die mehr als 3.000 bürotechnischen Gegenstände wurden in über dreißigjähriger Tätigkeit von Artur und Rosemarie Kutz gesammelt. Die Eheleute betrieben seit den 1950er Jahren ein Geschäft für Bürobedarf und später ein Bürozentrum, das sich seit 1974 im Haus Am Kranen 12 a befand und bis zu ihrem Ruhestand existierte. Das Museum zeigt auf Schautafeln und in Vitrinen Exponate zur Entwicklung der Schrift, Drucktechniken, Zeichnen, Messen und Kommunikationstechniken.